# هيونداي سانتافي
سانتافي هي سيارة متوسطة الحجم من إنتاج شركة هيونداي وهي تستند علي محرك سوناتا وهي أول سيارة من موديل SUV لشركة هيونداي وكان الإعلان الأول في 2001 بمدينة نيو مكسيكو الأمريكية، واعتبرت أحد أكثر الطرزات مبيعاً في الولايات المتحدة الأمريكية منذ عام 2007 وإلى الآن، وهي سيارة رياضية متعددة الأغراض وتقع بين مودلين من سيارات هيونداي وهما هيونداي توسان الأصغر حجماً منها وهيونداي فيراكروز الأكبر حجماً.
وقد حصلت سيارة سانتافي علي جائرة أفضل عشرة سيارات في العالم بعام 2008.

## الجيل الأول
2001
في عامها الأول ظهرت سانتافي بمحرك ذو 4 اسطوانات وسعة 2.4 لتر وذو ناقل حركة عادي يتكون من 5 سرعات أو ناقل حركة أوتوماتك يتكون من 4 سرعات، وكذلك كان هنالك محرك ذو 6 اسطوانات على شكل حرف V وبسعة 2.7 لتر. بالإضافة إلى محرك آخر 6 اسطوانات 3.5 لتر بقوة 276 حصان ومحرك جديد 6 اسطونات بسعة 3.3 لتر وقوة 260 حصان.

## معرض صور

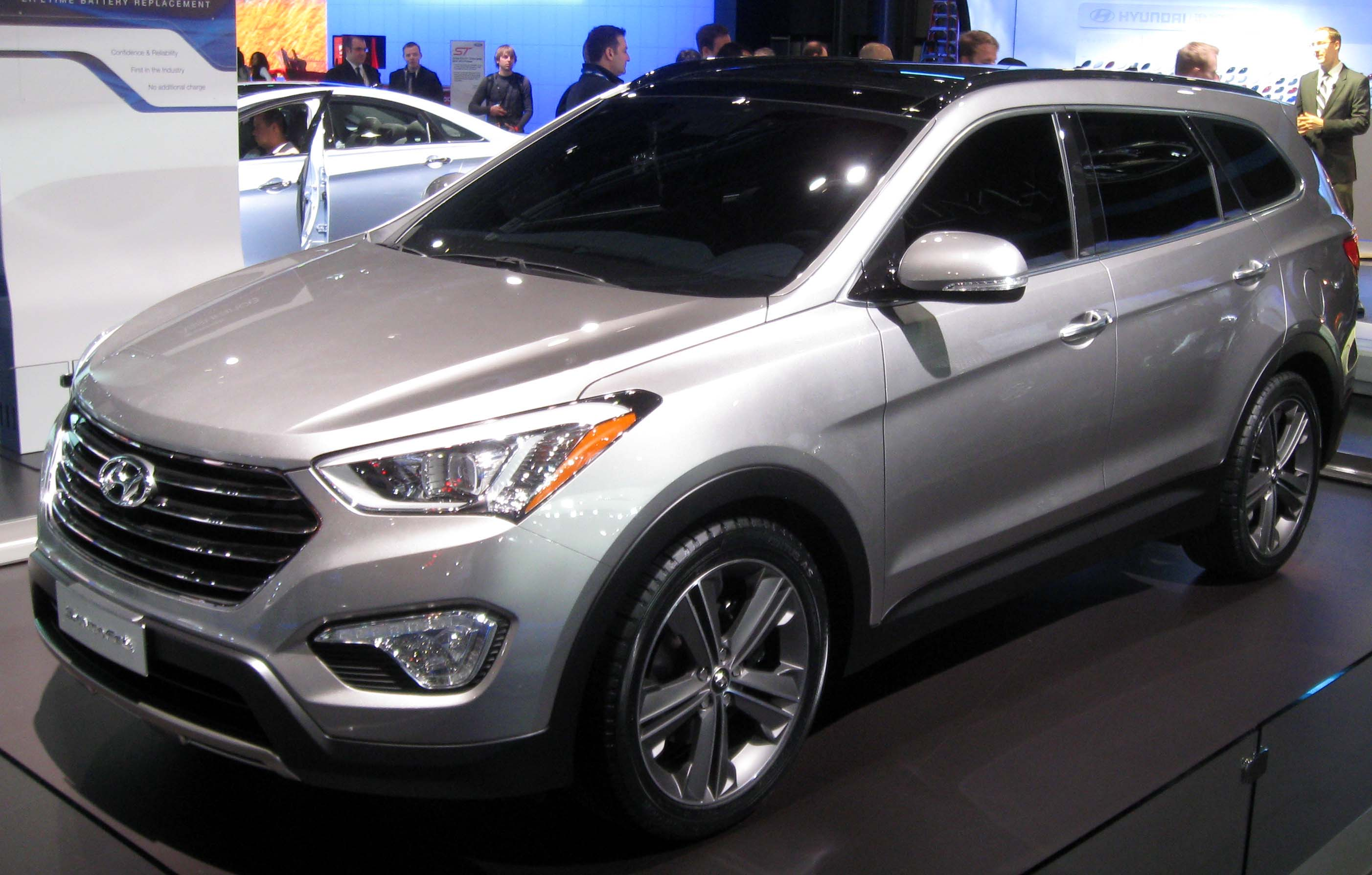
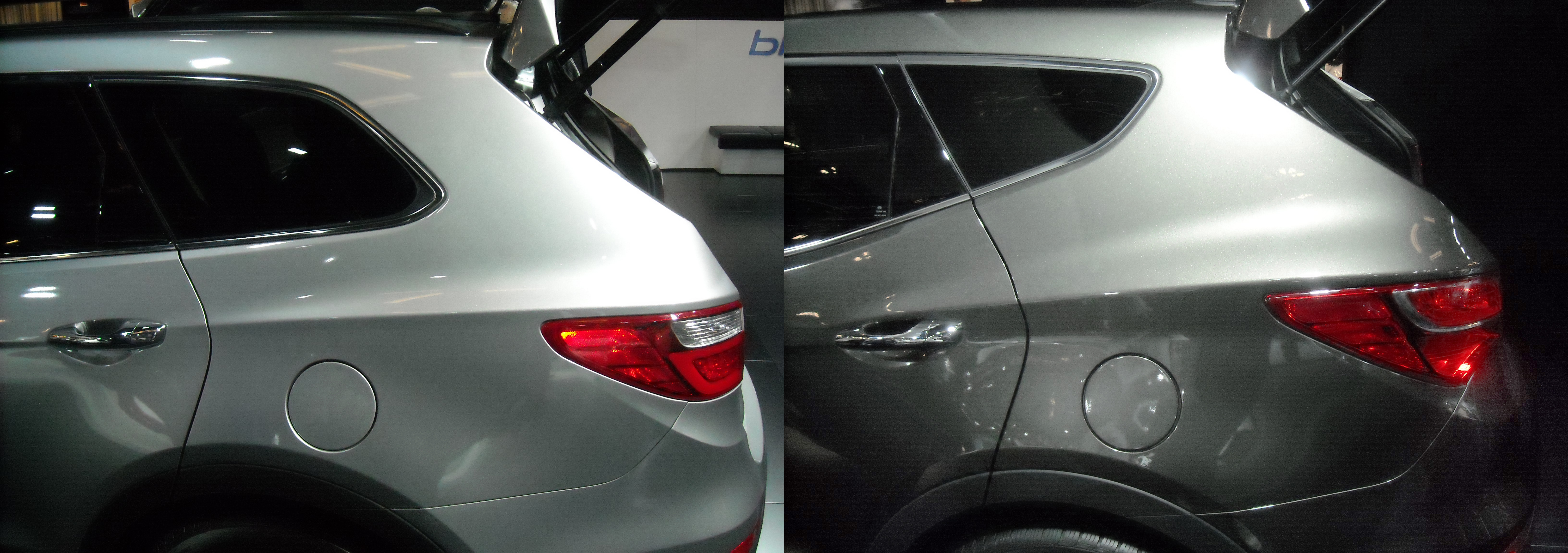
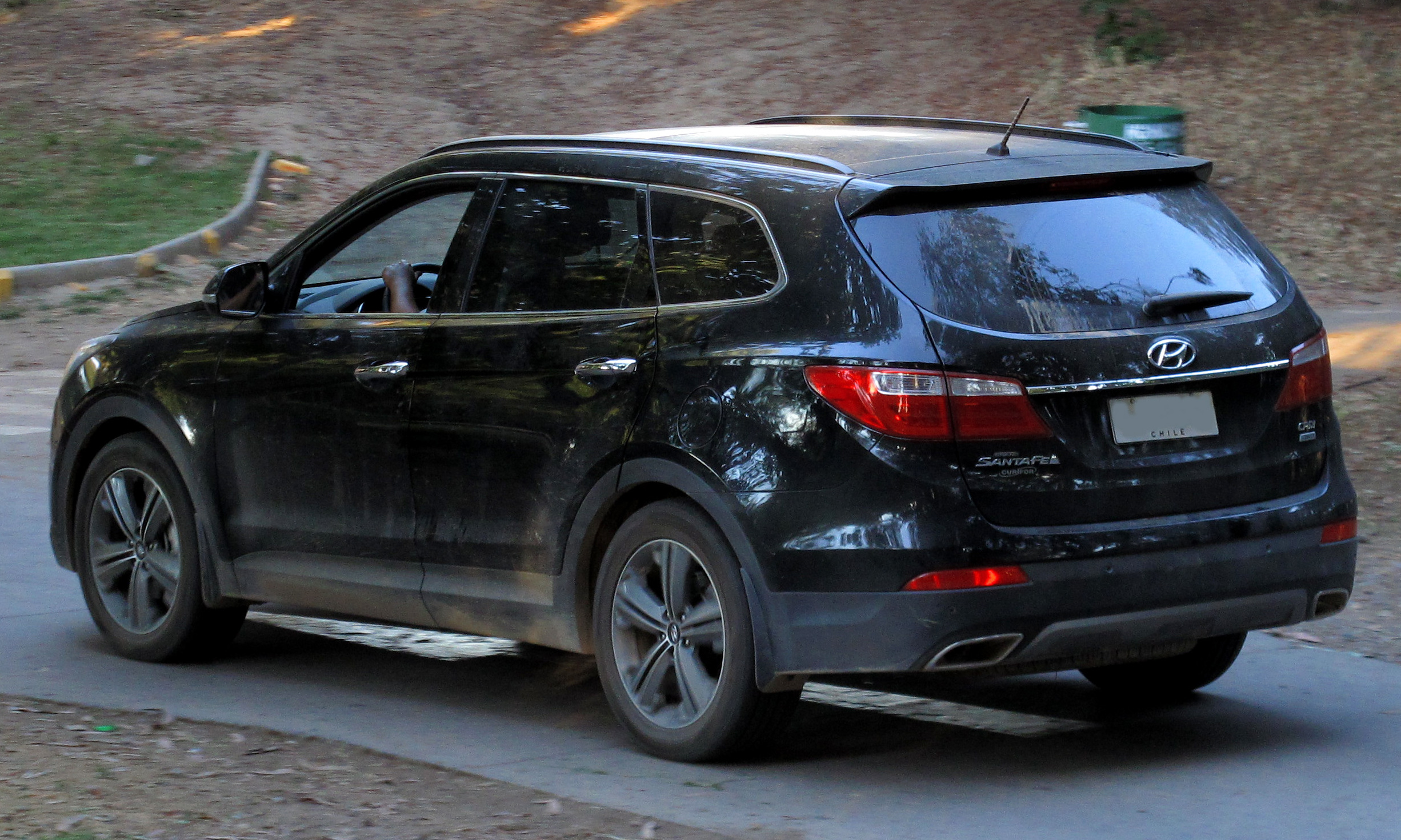
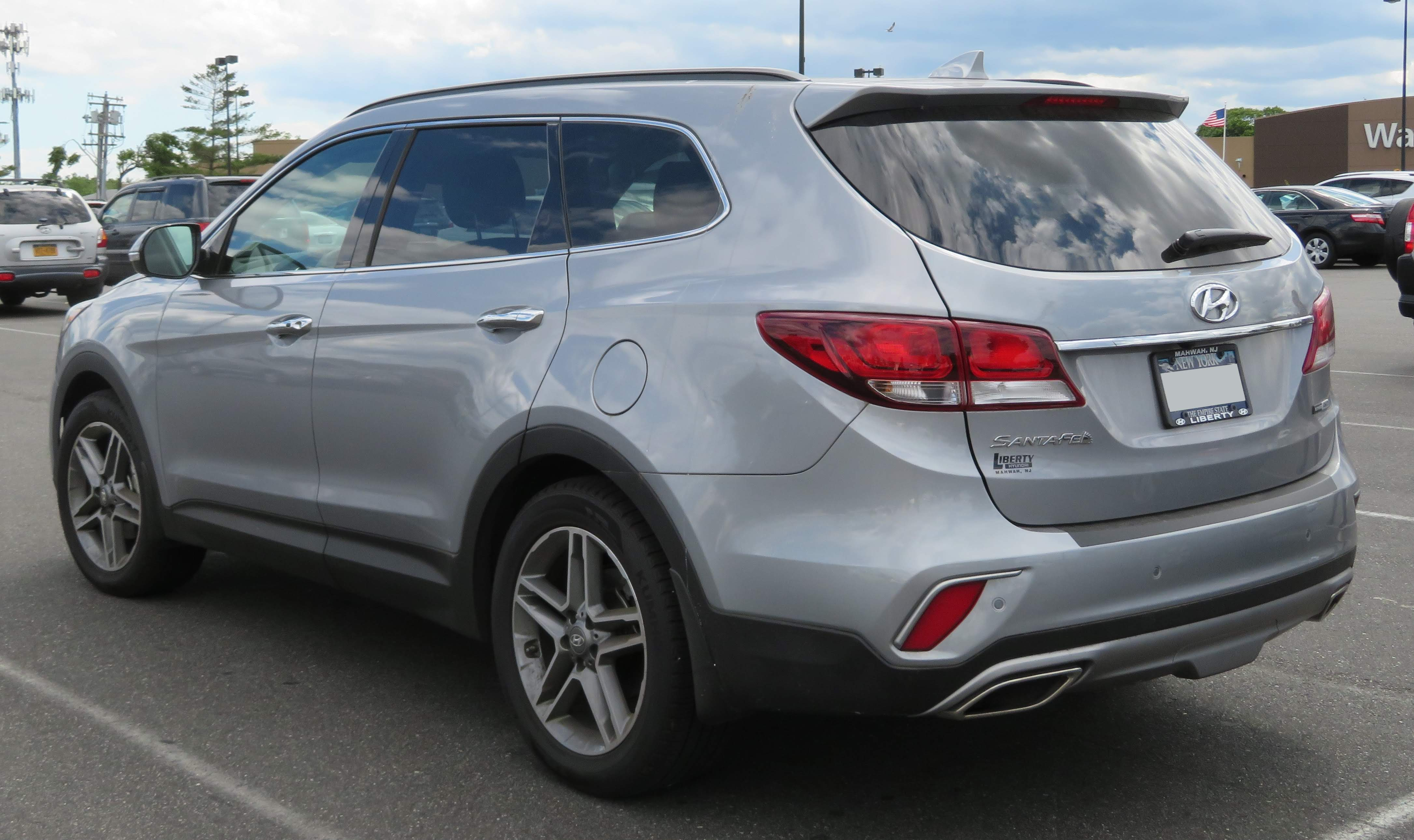
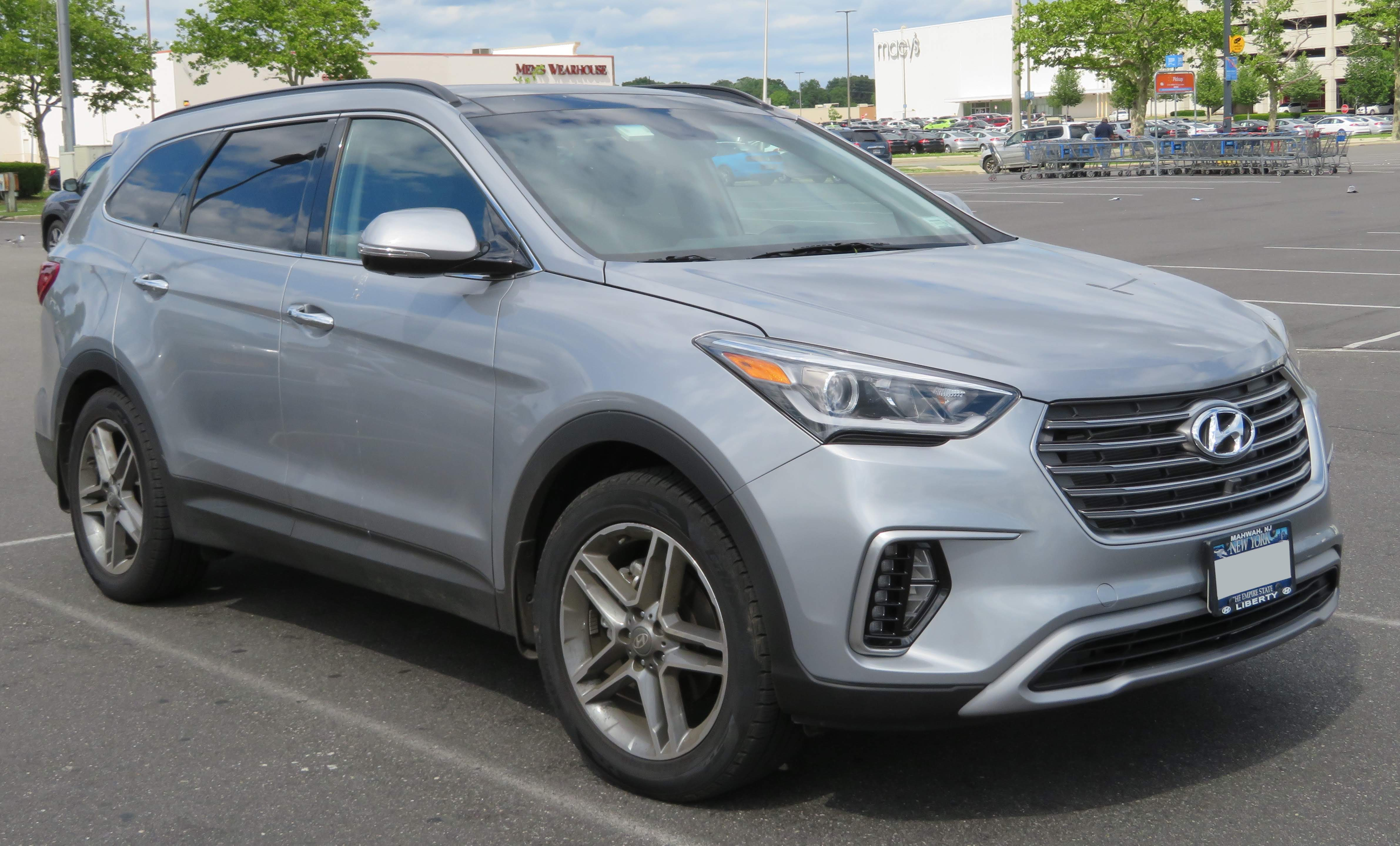